# 弦樂八重奏 (孟德爾頌)
E♭大調弦樂八重奏，作品20，作於1825年10月15日，是費利克斯·孟德爾頌早期的作品，也是他知名度最高的室內樂作品之一。此外，在室內樂文獻當中，孟德爾頌亦是首先採取此一樂器編制的作曲者之一。

## 創作過程
如同孟德爾頌其他的早期創作，弦樂八重奏亦是在每週日的例行音樂活動時所作。包括（如今已較少被演奏的）鋼琴四重奏、弦樂四重奏等作品在內，都是在孟德爾頌家中，由每個週日午後、音樂家們的演奏當中所激發的靈感所累積而成的，情況類似的還有一些早期的鋼琴獨奏小品、歌曲⋯⋯等。不同於其他作品，這首弦樂八重奏的特點在於它的開創性：孟德爾頌受到路易斯·施波尔的啟發，以兩組弦樂四重奏、共八人的編制演奏，是前所未有的做法，也標誌著孟德爾頌的早熟。如是的編制與效果，也刺激了作曲後輩進行相同的挑戰與嘗試。又，弦樂八重奏與緊接而後的《仲夏夜之夢》亦有高度連結，許多跡象皆可發現兩者間的共通性。
這首弦樂八重奏是因作曲家的友人、小提琴家愛德華·利茲的生日所特別創作的，1836年1月30日於莱比锡布商大厦公開首演，作品在首演前曾稍事修改。1832年，各聲部的分譜由布赖特科普夫与黑特尔音乐出版社出版，總譜的出版則推遲至1848年（彼時孟德爾頌已逝世）。

## 分析

### 配器
小提琴（4）、中提琴（2）、大提琴（2）
孟德爾頌特別在手稿中提及，這首八重奏意圖以小編制「取代」大樂團的演奏效果：「所有人都必須以管弦樂團的份量演奏，嚴格遵守並落實強、弱力度的對比，甚至（較一般作品而言）更誇張地被強調。」 在部分的現代演奏和錄音當中，亦有使用大型弦樂團的例子，通常亦會加入低音提琴的角色。
本曲的演奏時長約30分鐘。

### 作品架構
第一樂章
E♭大調，中庸的快板，熱情似火（Allegro moderato ma con fuoco）
第一樂章的份量是四樂章之首，僅這一樂章的用時就佔去全曲將近一半。
第二樂章
C小調，行板（Andante）
第三樂章
G小調，詼諧曲，輕鬆無比的快板（Scherzo: Allegro leggierissimo）
第三樂章據信受到了歌德《浮士德》中〈女巫夜夢〉（德語：Walpurgisnachtstraum）詩句的啟發。在風格上，這個樂章可以說是孟德爾頌「精靈風格」的展現，音樂短小、輕快且緊湊；孟德爾頌在自己的第1、第2號鋼琴三重奏的第三樂章，也使用了類似的寫作風格。
第三樂章另有一個管弦樂配器的改編版本，用於孟德爾頌第1號交響曲的首演（1827年2月1日，取代該曲的第三樂章）。
第四樂章
E♭大調，急板（Presto）
第四樂章以縝密的對位手法為其特色，在嚴謹的賦格當中，孟德爾頌還引用了《彌賽亞》著名的〈哈雷路亞〉的一句。第三樂章的一些片段在此被引用，反映了十九世紀作曲家的「循環曲式」（cyclic form）手法。

## 評價
- 「其青春洋溢、燦爛和無暇的渲染力，使其得以名列十九世紀音樂的奇蹟之一。」[8] 評論人康拉德·威爾遜（Conrad Wilson）

## 商業錄音
| 年份 | 演出者                                                                     | 廠牌            | 備註                                  |
| ---- | -------------------------------------------------------------------------- | --------------- | ------------------------------------- |
| 1967 | 马里纳，圣马丁室内乐团                                                     | Decca大花       | 弦樂團版本                            |
| 1992 | 阿什肯纳齐，柏林德意志交響樂團（Deutsches Symphonie-Orchester Berlin）     | Decca           | 弦樂團版本                            |
| 1964 | 海菲茨、普里姆羅斯（William Primrose）、皮亚季戈尔斯基等八人               | RCA Victor      |                                       |
| 1983 | 祖克曼，聖保羅室內樂團（St. Paul Chamber Orchestra）                       | Philips         | 弦樂團版本                            |
| 2010 | 埃尼斯（James Ehnes）等八人                                                | Onyx            |                                       |
| 2004 | 愛默生四重奏（Emerson String Quartet）                                     | DG              | 該團四人分別演奏所有聲部，經後製而成  |
| 1989 | 圣马丁室内乐团                                                             | Chandos         | 八人版                                |
| 2006 | 科大宜四重奏                                                               | Naxos           |                                       |
| 2014 | 布達佩斯李斯特室內樂團（Liszt Ferenc Kamarazenekar）                       | Chandos         | 弦樂團版本                            |
| 2013 | 曼德林四重奏（Mandelring Quartett） 克雷莫納四重奏（Quartetto di Cremona） | Audite          |                                       |
| 2010 | 夏漢等八人                                                                 | Canary Classics |                                       |
| 1953 | 維也納八重奏（Wiener Oktett）                                              |                 |                                       |
| 1959 | 斯梅塔納四重奏（Smetana Quartet） 楊納捷克四重奏（Janáček Quartet）        |                 |                                       |
| 2020 | 葛林戈斯四重奏（Gringolts Quartet） Meta4                                  | BIS（BIS-2447） | 錄有埃内斯库的弦樂八重奏（作品7）在內 |
| 2011 | 義大利愛樂樂手                                                             | CPO             | 弦樂團版本                            |

### 參照
1. ↑  Todd, R. Larry. . Oxford University Press US. 2003: 148. ISBN 0-19-511043-9.
2. 1 2  Alberti, Max. Edition Eulenburg No. 59. Foreword.
3. 1 2   (PDF). NY Philharmonic.   [2011-06-13].[永久] – NY Philharmonic program notes PDF
4. ↑  Hefling, Stephen E. . Nineteenth-century chamber music. 2003: 181. ISBN 0-415-96650-7.
5. ↑  Program notes 的存檔，存档日期2013-06-16. from a concert at the Kennedy Center
6. ↑  LA Phil, Program notes （页面存档备份，存于）. Retrieved 19 October 2017
7. ↑  Todd, R. Larry, Mendelssohn, p. 152. Retrieved 19 October 2017
8. ↑  Wilson, Conrad. . Wm. B. Eerdmans Publishing. 2005. ISBN 0-8028-2995-3.
9. ↑  Everson, Stephen. . The Guardian. 2005-03-11  [2020-07-21]. （原始内容存档于2020-07-21） （英语）.

### 樂譜
- Edition Eulenburg No. 59. E. Eulenburg Ltd. Plate E.E. 1159. (Foreword by Max Alberti)

## 外部連結
- 孟德爾頌弦樂八重奏：国际乐谱典藏计划上的乐谱